# 다키베촌 (나가노현)
다키베촌(일본어: 高家村)은 일본 나가노현 미나미아즈미군에 있던 촌이다. 현재의 아즈미노시에 해당한다.

## 역사
- 1889년 4월 1일 - 정촌제 시행에 의해 다키베촌이 단독으로 자치체를 형성하였다.
- 1955년 1월 15일 - 도요시나정, 미나미호타카촌, 히가시치쿠마군 가미카와테촌과 합병해, 새로운 도요시나정이 성립하여, 동일 다키베촌은 폐지되었다.

## 교통

### 철도
- 일본국유철도
  - 오이토선

### 도로
- 국도 제147호선

## 참고문헌
- 角川日本地名大辞典 20 長野県